# Компромис
Компромис је концепт проналажења договора кроз споразумијевање, односно прихваћање туђих захтјева на штету властитих циљева и тежњи. Сматра се нужним дијелом процеса преговарања гдје постоје несугласице, односно када обје стране сматрају да је постизање споразумног ишода доноси стварнију корист од потенцијалне користи које би донијело прихваћање нечије почетне позиције.Компромис може бити израз узајамних уступака и настојања да се успостави сарадња, изражава тежњу ка балансу и толеранцији а супротан је екстремизму. У постизању компромиса у савременом социјалном раду све се више користи медијација.
Компромисно решење проблема вишекритеријумског одлучивања - вишекритеријумска оптимизација које је најближе идеалу може се одредити методом ВИКОР која обезбеђује максималну корисност за већину и минимално незадовољење за опонента - ВИКОР метода.